# Песчаное (Чугуевский район)
Песчаное, до 20 века Песчаная (укр. Піщане) — село,
Великобабчанский сельский совет,
Чугуевский район,
Харьковская область.
Код КОАТУУ — 6325482002. Население села эвакуировано.

## Географическое положение
Село Песчаное находится на берегу реки Непокрытая (Олег, Олего) в месте впадения в неё правого притока ручья Густые лозы ив месте впадения Непокрытой в реку Большая Бабка (правый приток).
Выше по течению на расстоянии в 3 км расположено село Шестаково (Волчанский район) (до 1968 Непокрытое).
Около села — массивов садовых участков.

## История
- 1674 — дата основания слободы.
- В середине 19 века в слободе Песчаная, располагавшейся на южном берегу реки Олегъ, были православная церковь и восемь ветряные мельницы.[3]
- В 1940 году, перед ВОВ, в селе были 377 дворов, церковь, три ветряные мельницы и сельсовет.[2]
- Село сильно пострадало в результате боевых действий с конца октября 1941 по начало августа 1943 года. Оно много раз переходило из рук в руки, особенно весной 1942 года.[6]

## Достопримечательности
- Братская могила советских воинов. Похоронен 281 воин.